# Nazlati Mohamed
Nazlati Mohamed Andhumdine (* 20. Dezember 1997) ist eine komorische Schwimmerin.

## Biografie
Bei den Panarabischen Spielen 2011 gab sie an ihrem 13. Geburtstag ihr internationales Debüt über 50 m Freistil, jedoch wurde sie danach disqualifiziert. Bei den Kurzbahnweltmeisterschaften 2012 (25 m) in Istanbul trat sie über 50 und 100 m Freistil an. Bei den Schwimmweltmeisterschaften 2013 schwamm sie über 50 Freistil 38,45 s und belegte Rang 82. Über 100 m ebenfalls im Freistil beendete sie das Rennen mit einer Zeit von 1:33,88 min als Dreiundsiebzigste.
Zudem nahm die Athletin an den Olympischen Sommerspielen 2016 in Rio de Janeiro teil. Bei der Eröffnungsfeier führte sie die Delegation der Komoren als Fahnenträgerin ins Maracanã. Sie trat im Wettkampf über 50 m Freistil an und belegte dort den 86. Platz.